# Quattro Giorni di Dunkerque 1981
La Quattro Giorni di Dunkerque 1981, ventisettesima edizione della corsa, si svolse dal 5 al 9 maggio su un percorso di 901 km ripartiti in 5 tappe (la quinta suddivisa in due semitappe), con partenza e arrivo a Dunkerque. Fu vinta dall'olandese Bert Oosterbosch della Ti-Raleigh-Creda davanti all'irlandese Sean Kelly e al francese Jacques Bossis.

## Tappe
| Tappa  | Data     | Percorso                                  | km   | Vincitore di tappa     | Leader cl. generale    |
| ------ | -------- | ----------------------------------------- | ---- | ---------------------- | ---------------------- |
| 1ª     | 5 maggio | Dunkerque > Dunkerque                     | 204  | Jean-Luc Vandenbroucke | Jean-Luc Vandenbroucke |
| 2ª     | 6 maggio | Aire-sur-la-Lys > San Quintino            | 170  | Sean Kelly             | Sean Kelly             |
| 3ª     | 7 maggio | San Quintino > Tourcoing                  | 199  | Frank Hoste            | Sean Kelly             |
| 4ª     | 8 maggio | Tourcoing > Villeneuve-d'Ascq             | 191  | Bernard Vallet         | Sean Kelly             |
| 5ª-1ª  | 9 maggio | Cassel > Cassel                           | 125  | Jacques Bossis         | Sean Kelly             |
| 5ª-2ª  | 9 maggio | Dunkerque > Dunkerque (cron. individuale) | 12,3 | Bert Oosterbosch       | Bert Oosterbosch       |
| Totale | Totale   | Totale                                    | 901  |                        |                        |

## Dettagli delle tappe

### 1ª tappa
- 5 maggio: Dunkerque > Dunkerque – 204 km

| Pos. | Corridore               | Squadra    | Tempo    |
| ---- | ----------------------- | ---------- | -------- |
| 1    | Jean-Luc Vandenbroucke  | La Redoute | 5h24'31" |
| 2    | Gilbert Duclos-Lassalle | Peugeot    | a 1"     |
| 3    | Leo van Vliet           | TI-Raleigh | s.t.     |

| Pos. | Corridore              | Squadra    | Tempo |
| ---- | ---------------------- | ---------- | ----- |
| 1    | Jean-Luc Vandenbroucke | La Redoute |       |

### 2ª tappa
- 6 maggio: Aire-sur-la-Lys > San Quintino – 170 km

| Pos. | Corridore       | Squadra    | Tempo    |
| ---- | --------------- | ---------- | -------- |
| 1    | Sean Kelly      | Splendor   | 4h06'38" |
| 2    | Serge Beucherie | Sem        | s.t.     |
| 3    | Frank Hoste     | TI-Raleigh | s.t.     |

| Pos. | Corridore  | Squadra  | Tempo |
| ---- | ---------- | -------- | ----- |
| 1    | Sean Kelly | Splendor |       |

### 3ª tappa
- 7 maggio: San Quintino > Tourcoing – 199 km

| Pos. | Corridore   | Squadra     | Tempo    |
| ---- | ----------- | ----------- | -------- |
| 1    | Frank Hoste | TI-Raleigh  | 4h50'39" |
| 2    | Sean Kelly  | Splendor    | a 1"     |
| 3    | Yvon Bertin | Renault-Elf | s.t.     |

| Pos. | Corridore  | Squadra  | Tempo |
| ---- | ---------- | -------- | ----- |
| 1    | Sean Kelly | Splendor |       |

### 4ª tappa
- 8 maggio: Tourcoing > Villeneuve-d'Ascq – 191 km

| Pos. | Corridore      | Squadra     | Tempo    |
| ---- | -------------- | ----------- | -------- |
| 1    | Bernard Vallet | La Redoute  | 4h46'15" |
| 2    | Sean Kelly     | Splendor    | a 8'51"  |
| 3    | Yvon Bertin    | Renault-Elf | s.t.     |

| Pos. | Corridore  | Squadra  | Tempo |
| ---- | ---------- | -------- | ----- |
| 1    | Sean Kelly | Splendor |       |

### 5ª tappa - 1ª semitappa
- 9 maggio: Cassel > Cassel – 125 km

| Pos. | Corridore        | Squadra | Tempo    |
| ---- | ---------------- | ------- | -------- |
| 1    | Jacques Bossis   | Peugeot | 3h20'54" |
| 2    | Dominique Garde  | Sem     | s.t.     |
| 3    | Dominique Arnaud | Puch    | a 3"     |

| Pos. | Corridore  | Squadra  | Tempo |
| ---- | ---------- | -------- | ----- |
| 1    | Sean Kelly | Splendor |       |

### 5ª tappa - 2ª semitappa
- 9 maggio: Dunkerque > Dunkerque (cron. individuale) – 12,3 km

| Pos. | Corridore               | Squadra    | Tempo  |
| ---- | ----------------------- | ---------- | ------ |
| 1    | Bert Oosterbosch        | TI-Raleigh | 14'59" |
| 2    | Stephen Roche           | Peugeot    | a 30"  |
| 3    | Gilbert Duclos-Lassalle | Peugeot    | a 31"  |

| Pos. | Corridore        | Squadra    | Tempo     |
| ---- | ---------------- | ---------- | --------- |
| 1    | Bert Oosterbosch | TI-Raleigh | 22h53'43" |
| 2    | Sean Kelly       | Splendor   | a 24"     |
| 3    | Jacques Bossis   | Peugeot    | s.t.      |

## Classifiche finali

### Classifica generale
| Pos. | Corridore         | Squadra                     | Tempo     |
| ---- | ----------------- | --------------------------- | --------- |
| 1    | Bert Oosterbosch  | Ti-Raleigh-Creda            | 22h53'43" |
| 2    | Sean Kelly        | Splendor-Wickes-Europ Decor | a 24"     |
| 3    | Jacques Bossis    | Peugeot-Esso-Michelin       | s.t.      |
| 4    | Stephen Roche     | Peugeot-Esso-Michelin       | a 26"     |
| 5    | Frank Hoste       | Ti-Raleigh-Creda            | a 38"     |
| 6    | Gery Verlinden    | Boule d'Or-Sunair           | a 1'02"   |
| 7    | Pascal Poisson    | Renault-Elf                 | a 1'07"   |
| 8    | Marc Madiot       | Renault-Elf                 | a 1'16"   |
| 9    | Wilfried Wesemael | Ti-Raleigh-Creda            | a 1'26"   |
| 10   | Serge Beucherie   | Sem-France-Loire-Campagnolo | a 1'38"   |